# امپراتور شیزونگ تانگ
امپراتور شیزونگ تانگ (انگلیسی: Emperor Xizong of Tang; June 8, 862 – ۲۰ آوریل ۸۸۸ (aged 25)) فرمانروای مطلق یا امپراتور از دودمان تانگ بود.